# Tallisibeth Enwandung-Esterhazy
Tallisibeth Enwandung-Esterhazy, becenevén Cserkész (Scout) a Csillagok háborúja fiktív  univerzumának egyik szereplője.

## Leírása
Tallisibeth Enwandung-Esterhazy az ember fajba tartozó, padawannő, aki a Vorzyd V nevű bolygón született Y. e. 34-ben. Enwandung-Esterhazy a fehér bőrszínű emberek közé tartozik, hajszíne vörös és szemszíne pedig zöld.

## Élete
Enwandung-Esterhazy egy szegény családban született, szülőbolygójának egyik szegény negyedében. Amikor a Jedi Rend egyik verbuválója éppen a bolygón szállt meg, Tallisibeth szülei könyörögtek neki, hogy vigye lányukat magával, tanítsa meg őt a jedi tanokra. Ezt a kissé Erő-érzékeny lányt a coruscanti Jedi Templomban nevelték és készítették fel. Habár később a Jedi Akadémián is az Erő használatát gyakorolta, a lány nem volt képes olyan erős kapcsolatot létrehozni az Erővel, mint más padawánok, emiatt több tanára is kételkedett abban, hogy Enwandung-Esterhazy sikeresen elvégzi a Jedi Lovagsághoz szűkséges vizsgát. Azonban az Erővel való gyenge kapcsolata miatt, Tallisibeth egyéb képességeire kellett, hogy hagyatkozzon. A jó felismerő képessége és sportos magatartása miatt Cserkésznek kezdték becézni. A klónháborúk előtt megbarátkozott a togruta Ahsoka Tanóval, akivel a háborúk alatt is gyakran leveleződött. A klónháborúk alatt hadvezérként szolgált.
Ez a nő a Galaktikus Köztársaság és a Jedi Rend tagja volt, később pedig a „66-os parancsot” átélve a Mandalore bolygón rejtőzködött. Mesterei az ember-fajba tartozó Chankar Kim Jedi Mesternő és Jai Maruk Jedi Mester. A kaminói Kina Ha Jedi Mesternő menekülése közben, Tallisibeth Enwandung-Esterhazy hozzá csatlakozott, de nincs bizonyíték arról, hogy tanítványa lett volna. Kina Ha beállt a Manadaloren levő altisiai jedikhez, míg Enwandung-Esterhazy hű maradt a régi jedi tanokhoz, reménykedve a Köztársaság és a Jedi Rend feltámadásában.

## Megjelenése a könyvekben, videójátékokban
Ez a padawán az alábbi regényekben és videójátékban szerepel vagy meg van említve:
- Yoda: Dark Rendezvous
- Order 66: A Republic Commando Novel
- Imperial Commando: 501st
- Star Wars: Battle for the Republic

## Fordítás
- Ez a szócikk részben vagy egészben a Tallisibeth Enwandung-Esterhazy című Wookieepedia-szócikk fordítása. Az eredeti cikk szerkesztőit annak laptörténete sorolja fel.